# 김형민 (방송인)
김형민(金亨珉, 1956년 6월 2일 ~ )은 대한민국의 앵커다.
경기고등학교와 서울대학교 외교학과를 졸업하고 1984년 MBC에 입사하여 1990년에 베를린 특파원을 맡았다. 1991년에 SBS의 개국 멤버로 입사, 파리 특파원으로 근무했고 1995년 9월에 맹형규의 후임으로 2000년 8월까지 6년간 SBS 8 뉴스를 진행하였다. 강북삼성병원에서 수검한 건강검진에서 위암이 발견되어 확진 검사 후 수술을 받고 건강을 회복하여 2004년 SBS 보도국 정치부장으로서 근무하다가 2007년 제55대 관훈클럽 총무를 맡았고, 2008년 외교통상부 정책자문위원회 위원을 맡았다.
2004년부터 「SBS 시사토론」을 진행하기 시작했으나, 2012년에 연말에 벌어진 성추행 사건으로 SBS에 사표를 제출했다.
이후에는 외교부 정책자문위원회 위원, 한국수력원자력 언론홍보 자문위원, 아주경제신문 초빙논설위원으로 활동했다.

## 경력
- 2009년 SBS 보도제작국장
- 2008년 외교통상부 정책자문위원회 위원
- 2007년 제55대 관훈클럽 총무
- 2004년 SBS 보도국 정치부장
- 1998년 ~ 2000년 SBS 8 뉴스 앵커 (두번째)
- 1995년 ~ 1996년 SBS 8 뉴스 앵커 (첫번째)
- 1994년 SBS 8 뉴스 주말 앵커
- 1993년 SBS 파리 특파원
- 1991년 SBS 기자 입사
- 1990년 MBC 베를린 특파원
- 1984년 MBC 기자 입사